# ヘンリー・ペラム
ヘンリー・ペラム（英語: Henry Pelham PC FRS、1694年9月26日 - 1754年3月6日）は、イギリスの政治家。
1717年からホイッグ党の庶民院議員となり、ロバート・ウォルポール政権で閣僚職を務めた。1742年のウォルポール失脚後、反ウォルポール派の第2代カートレット男爵ジョン・カートレットとの権力闘争に勝利して1743年8月から首相を務め、ウォルポール後のホイッグ政治を主導した。分裂しかけていたホイッグ党の結束を維持し、野党トーリー党からの登用も行うなどして議会の信任を保ち続け、長期政権を築いた。1748年にはアーヘンの和約を締結してオーストリア継承戦争を終結させた。1754年3月6日に現職のまま死去。
同じくホイッグ党の首相である初代ニューカッスル公爵トマス・ペラム＝ホリスは兄である。

## 経歴

### 生い立ち

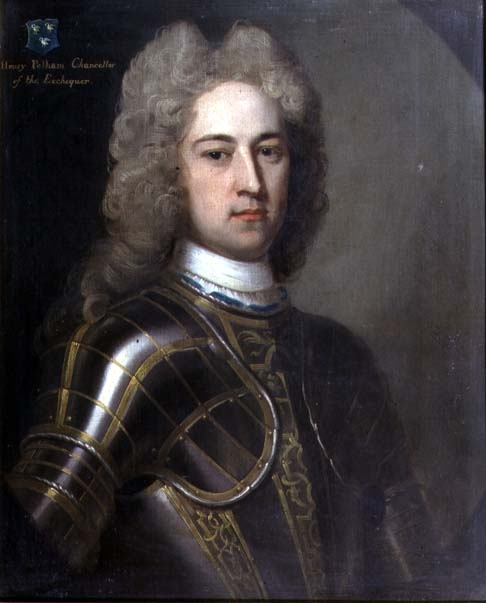
若き日のヘンリー・ペラム

初代ペラム男爵トマス・ペラムと2人目の妻グレース・ホリス（Grace Holles、1668年頃 - 1700年9月13日、第3代クレア伯爵ギルバート・ホリスの娘）の次男として、1694年9月26日にロンドンで生まれた。兄は初代ニューカッスル公爵トマス・ペラム＝ホリスであり、2人は生涯を通して政界の盟友であり続け、父と同じくホイッグ党員だった。
ウェストミンスター・スクールを経て、1709年春にケンブリッジ大学キングス・カレッジに入学した後、1710年9月6日にオックスフォード大学ハート・ホール（現ハートフォード・カレッジ）に移籍したが、卒業しなかった。
1715年ジャコバイト蜂起の際には7月22日にジェームズ・ドーマーの連隊で大尉として従軍し、同年11月にイングランド北西部プレストンの戦いに参加した。反乱が鎮圧された直後に大陸ヨーロッパを訪れ、1717年10月に帰国した。

### 政界入り
1717年2月、兄が掌握していたシーフォード選挙区の補欠選挙で庶民院議員に当選した。議会では1719年に便宜的国教徒禁止法の廃止、教会分裂阻止法の廃止、貴族法案（Peerage Bill、貴族創家を制限する法案）に賛成票を投じ、1720年5月6日の初演説では国王への感謝動議を提出した。同1720年5月25日に国王私室財務官に、1721年4月3日に下級大蔵卿（Lord of the Treasury）に任命され、2度の官職就任に伴う出直し選挙で無投票当選を果たした。その後、1722年3月に国王私室財務官から退任した。
1722年イギリス総選挙でサセックス選挙区に鞍替えして再選、以降死去するまで同選挙区の議員を務めた。1722年に政界の有力者第3代サンダーランド伯爵チャールズ・スペンサーが急死すると、ロバート・ウォルポールと第2代カートレット男爵ジョン・カートレットの間で政争が勃発したが、ペラムは兄とともにウォルポールに味方し、カートレットが1724年に更迭される結果となった。
彼と兄にあたるニューカッスル公爵は2人とも議会政治家として傑出しており、南海泡沫事件の収拾をめぐってウォルポールに協力するなどウォルポールのホイッグ政権を支え、やがてウォルポールはペラムを自身の（政界における）継承者としてみるようになった。1724年4月1日に下級大蔵卿を辞して戦時大臣に就任、1725年6月1日には枢密顧問官(PC)に列した。兄のニューカッスル公爵も1724年から南部担当国務大臣として入閣しており、ウォルポールとニューカッスル公爵が言い争ったときには（閣外大臣ながら）2人の仲介役を務めた。

### 陸軍支払長官
1730年5月8日からは陸軍支払長官に就任した。1732年2月11日に庶民院での弁論においてウィリアム・パルトニーと口論になったが、庶民院議長アーサー・オンズローの仲裁で事なきを得た。1733年春にウォルポールが導入しようとした消費税法は物議を醸したが、ペラムは法案を支持したという。1734年イギリス総選挙ではサセックス選挙区とアルドバラ選挙区の両方で当選したが、引き続き前者の代表として議員を務めた。
1739年に捨子養育院が創設されたとき、理事の1人を務めた。
1741年の総選挙で与党ウォルポール派ホイッグの議席が大幅に減り、1742年2月にウォルポールは退陣した。反ウォルポール派の後押しを受けるカートレット男爵（1744年以降グランヴィル伯爵）を実質的な首相とする初代ウィルミントン伯爵スペンサー・コンプトン内閣が成立したが、当時の国王の閣僚人事権はいまだ大きかったので、ペラム兄弟は国王ジョージ2世の意向で政権に留まることができた。このとき、ジョージ2世とウォルポールはペラムにウィルミントン伯爵内閣で財務大臣に就任するよう求めたが、ペラムはそれを辞退した。

### 第1次内閣

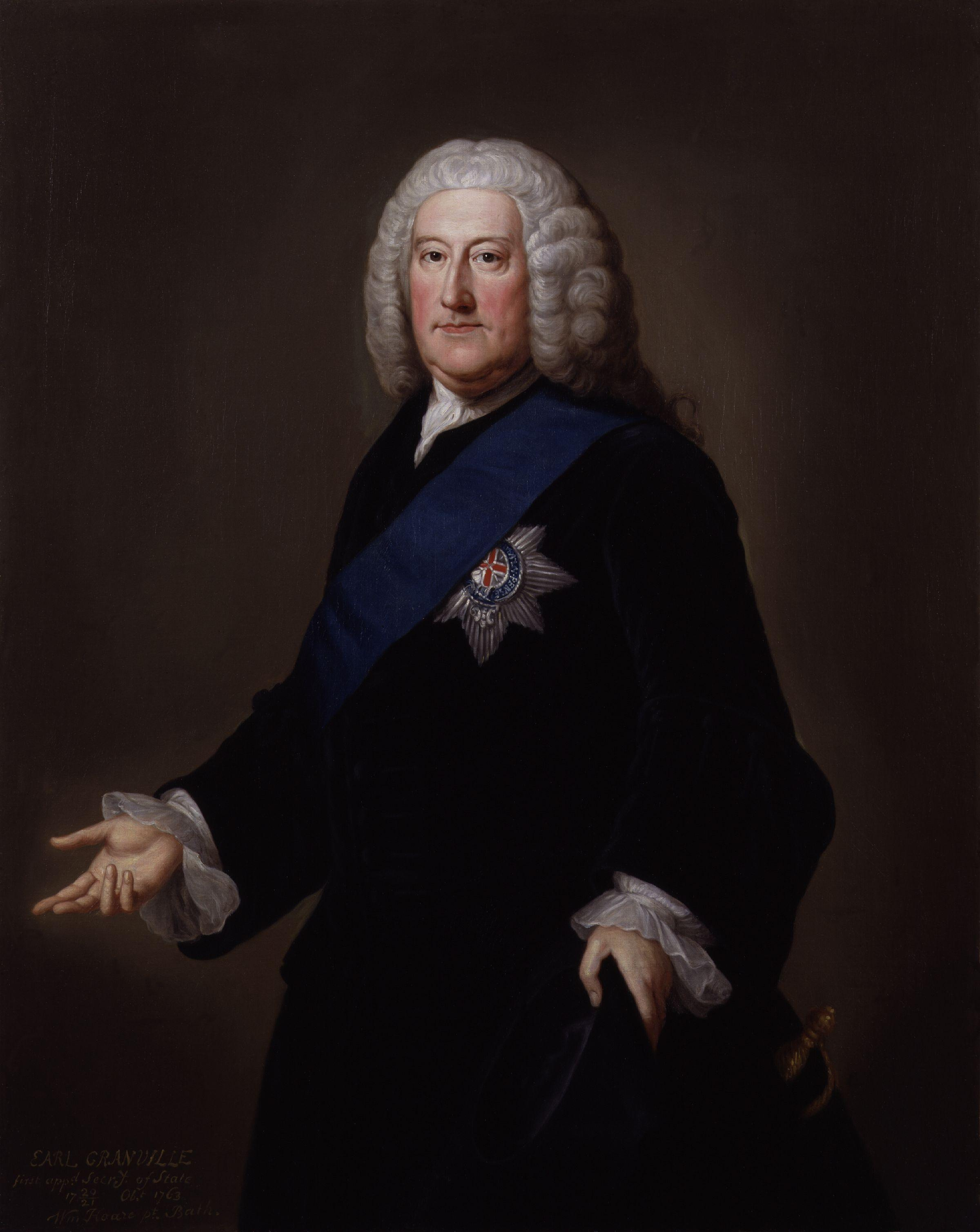
政敵の第2代グランヴィル伯爵ジョン・カートレット。

同君連合国ハノーファー選帝侯領の防衛を重視するカートレットは、1743年中オーストリア継承戦争の指揮を執るために大陸へ向かった国王ジョージ2世に随伴して本国を不在にした。その間の1743年7月に首相ウィルミントン伯爵が死去、カートレットが後任に初代バース伯爵ウィリアム・パルトニーを望むも、国王の意向によりペラムが1743年8月25日に第一大蔵卿に、同年12月12日に財務大臣に任命された。財務省秘書官ジョン・スクロープによると、ペラムは就任翌日には「まるで大蔵卿委員会の長を7年間務めたように熟達していた」という。カートレットは秋に帰国したが、その時までにはペラム兄弟は政権内で確固たる地位を確立しており、カートレットの孤立は深まった。カートレットの「ハノーファー優先策」は政府内ではペラム兄弟から、議会では大ピットら反政府派ホイッグから批判に晒された。ロムニー・セジウィックによると、カートレットはハノーファー優先策をとることでジョージ2世の信任を得たものの、その代償としてわずか1年で人気を失い、政権を20年間握り続けたウォルポールよりも不人気な状態に陥った。しかしカートレットは危機を察知できず、ジョージ2世の信任を盾にペラムを「サー・ロバート・ウォルポールの秘書長にすぎなかったのに、なぜ私の部下になってそれ以上を期待しようとするのか」（he was only a chief clerk to Sir Robert Walpole, and why he should expect to be more under me I can't imagine）とこき下ろした。
そして1744年11月の議会招集直前、ペラムはカートレットの更迭をジョージ2世に上奏し、渋っていた国王に強引に解任を認めさせた。これにより政府内におけるペラムの首相としての地位は確固たるものとなった。同年末にはトーリー党の一部も含めた野党から広く人材を登用する内閣改造を行い、こうしたトーリーにも配慮した姿勢によって議会の広範な支持を獲得することに成功した。またウォルポール後のホイッグ党は小派閥集団に分裂していたが、そこから有力な反対党が出現することがなかったことも彼の政権の安定に寄与した。他方王太子フレデリック・ルイスのもとには多くの不満分子が結集していたが、その彼らもあまり盛んな反政府運動は見せず、ただ皇太子即位の日を待ち望んでいるといった感じだった。1745年から1746年にかけて起こったジャコバイトの蜂起も速やかに鎮圧することに成功した。

### グランヴィル伯爵の「短命内閣」
しかしこの間、ジョージ2世とペラムの対立は深まっていた。ジャコバイト蜂起の勃発にあたり、ペラムはジョージ2世にハノーファーからの帰国を求めたが拒否され、一方グランヴィル伯爵は本国の駐留軍だけで反乱を鎮圧できると述べ、ジョージ2世に大陸ヨーロッパでの参戦を続けるよう助言した。このようにジョージ2世はグランヴィルが失脚した後も外交政策についてグランヴィルからの影響受け続けた。
1746年2月にはこの対立が深刻化し、国王はペラムの上奏した大ピット登用の閣僚人事案を拒否した上（大ピットはハノーファー優先策に反対していたので国王から嫌われていた）、グランヴィル伯を首班とする内閣の樹立を画策した。これに対しペラムは1746年2月11日に辞任、グランヴィル伯爵とバース伯爵が組閣を試みたが、庶民院議員の支持を得られず（議員558名のうち、192名がペラムを支持、80名がグランヴィルとバースを支持）、14日にはペラムが首相に復帰した。この事件を機に国王はペラムに完全屈服する羽目となり、大ピット登用も実現させることができた。しかし同時にこの事件は「国王はホイッグ政治家によって不当に囚われている」という神話を強化することになり、ペラムは同時代のカリカチュアで「国王ヘンリー9世」（King Henry the Ninth）として度々取り上げられるようになった。
1746年4月17日、王立協会フェローに選出された。

### 第2次内閣

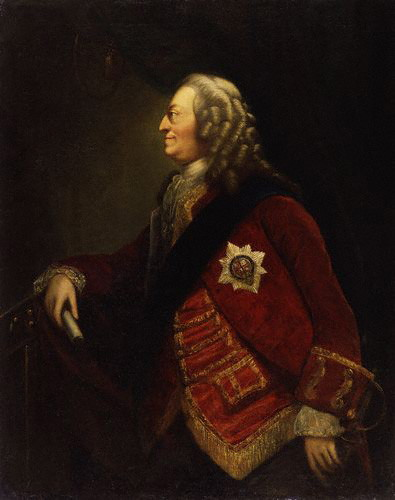
ジョージ2世

ペラムの政治手法は、野党勢力に一定の官職を配分し、庶民院に広い支持をとりつけるというものだった。これはウォルポール政権期において野党の政権批判が「長年続いたことでやがて彼らが主君になった」という状況の再発を防ぐためであり、大ピットの登用もその一環だった。そして、1747年に突如解散総選挙を行い、準備不足の野党を撃破して庶民院の大多数を確保した。
政策については戦争の早期終結を目指し、1748年には両陣営痛み分けといった感のあるアーヘンの和約を締結してオーストリア継承戦争を終結させた。当初からこの和平は一時しのぎにしかならないと言われたが、これによって戦時経済に苦しんでいたイギリスは一息つくことができた。ペラムはこれを機にさっそく海軍を縮小して歳出を抑えるとともに土地税の税率の引き下げを行った。また国債の統合を進めて国債利子率を下げた。
1751年3月には反ペラム派の領袖的な皇太子フレデリック・ルイスが薨去し、さらに6月には閣内で兄ニューカッスル公と対立を深めていた第4代ベッドフォード公爵ジョン・ラッセルを辞職に追いやることに成功したことで、ペラム兄弟の権勢は絶頂に達し、「野党[...]ひいては党派の区別はある意味消滅した」とされた。同1751年6月にはグランヴィル伯爵が枢密院議長として再入閣している。
同年にはジン法（Gin Act）を制定した。当時のイギリスの下層庶民は風刺画家ウィリアム・ホガースらにも描かれているようにジンに溺れる悲惨な生活をしており、それを抑制する狙いがあった。
1753年にはユダヤ人の帰化を容易にする法律を制定したが、当時の反ユダヤ主義は激しく、世論の凄まじい反発が巻き起こったのでペラムは次の議会で早々に同法を廃止している。
同年、初代ハードウィック伯爵フィリップ・ヨークの起草による結婚法を制定した。婚姻制度や手続きを整備・徹底したものであるが、これによって上流階級と庶民の結婚や未成年者の秘密結婚が難しくなり、貴族階級は閉鎖的になった。しかし18世紀イギリスの議会政治は事実上ジェントルマンと貴族による寡頭政治であって、この体制を安定させるには有益な施策であった。

### 死去
1754年3月6日にピカデリーのアーリントン・ストリート（Arlington Street）で死去した。死因は丹毒の発作であり、飲食の不節制と運動不足によるとされた。死後、ルイス近くのロートン・チャーチ（Laughton Church）に埋葬された。後任の首相に兄が就任したが、議会を強力に掌握していたペラムを失った後の政界は混迷の度を深めていくことになる。ジョージ2世に至っては「平和を二度と享受できなくなる」（Now I shall have no more peace）と叫んだとされた。
そもそもウォルポール後のホイッグ党の団結力は極めて弱くなっており、それでも政党としてまとまっていられたのは、ペラムの個人的政治技能、とりわけ党員調整能力のおかげだった。そのためペラムの死後にはホイッグ党はもはやいくつかのコネクションの緩やかな連合体にすぎなくなってしまったのである（ホイッグがそのような状態にもかかわらず政権維持できたのは、トーリー党が依然弱体だったことと宮廷がホイッグ党に依存していたためである）。

## 性格
雄弁家として優秀というわけではないが、弁舌はなめらかで、演説の内容はわかりやすく要を得ているという。英国人名事典では「小心で平和を愛する政治家」（timid and peace-loving politician）と評され、トーリー党の文人トバイアス・スモレットはペラムの正直さ、率直さ、親切さにより、その死に国中の人々が悲しんだと記述した。
政治家としては清廉であり、ペラムを支持しなかったホレス・ウォルポールですら彼が「貧しくして死去したことは記憶に値する」（Let it be remembered [that he] died poor）と評している。

## 私生活

### 家族
1726年10月29日、第2代ラトランド公爵ジョン・マナーズの娘キャサリン（Catherine、1701年頃 - 1780年2月18日）と結婚し、彼女との間に2男6女を儲けた。
- キャサリン（1727年7月24日 - 1760年7月27日） - 1744年10月3日、従兄弟に当たる第2代ニューカッスル公爵・第9代リンカーン伯爵ヘンリー・ペラム＝クリントンと結婚、子供あり[1]
- フランシス（1728年8月18日 - 1804年1月10日） - 生涯未婚[26]
- グレース（1735年1月 - 1777年7月31日） - 1752年10月12日、初代ソンデス男爵ルイス・ワトソンと結婚、子供あり[1][26]
- メアリー（1739年9月 - ?） - 生涯未婚[26]
- ほか男子2人（1739年11月27日と28日に病死）、女子2人（早世）[2]

兄ニューカッスル公に子はなく、ペラムにも成人した男子がなかった。そのため兄はペラム家の財産を妹ルーシーの子である第9代リンカーン伯爵ヘンリー・クリントンに継承しようとしたが、ペラムはその条件として自分の娘キャサリンとの結婚をリンカーン伯爵に要求し、実現させた。

### 財産
1726年の結婚にあたり、兄ニューカッスル公爵が父から継承した遺産の半分をペラムに譲った。1729年にはサリー州のエッシャー・プレイスを購入したのち、ウィリアム・ケントを招聘して改築させた。
死去した時点で領地からの年収が約3,000ポンドで、1752年に娘グレースが結婚したときに約束した持参金1万ポンドは1754年に死去した時点でも未払いだった。そして、債務が重なった結果、ペラムの遺言執行者は遺領を売却せざるを得なかった。